# Milutin Ivković
Milutin Ivković (en serbio cirílico: Mилутин Ивкoвић; Belgrado, Reino de Serbia, 3 de marzo de 1906-Jajinci, Reino de Yugoslavia, 23 de mayo de 1943), también conocido como Milutinac (Милутинац), fue un futbolista y médico yugoslavo. En su etapa como jugador profesional se desempeñaba como lateral derecho.

## Biografía
En 1925, se matriculó en la Facultad de Medicina de la Universidad de Belgrado para iniciar sus estudios médicos. Se graduó con honores en 1931. Durante la Segunda Guerra Mundial, fue arrestado varias veces por la Gestapo debido a su militancia comunista. El 6 de mayo de 1943, fue arrestado nuevamente y fusilado 17 días después en el campo de concentración de Jajinci. En 1951, se inauguró una placa conmemorativa en el Estadio Partizan en su honor. También existe una calle que lleva su nombre. El 16 de mayo de 2013, se inauguró un monumento en las afueras del mismo estadio en su homenaje.

## Selección nacional
Fue internacional con la selección de fútbol de Yugoslavia en 39 ocasiones. Fue el capitán de la selección yugoslava que obtuvo el cuarto lugar en la Copa del Mundo de 1930.

### Participaciones en Copas del Mundo
| Mundial                        | Sede    | Resultado    | Partidos | Goles |
| ------------------------------ | ------- | ------------ | -------- | ----- |
| Copa Mundial de Fútbol de 1930 | Uruguay | Cuarto lugar | 3        | 0     |

### Participaciones en Juegos Olímpicos
| Olimpiada                          | Sede         | Resultado        | Partidos | Goles |
| ---------------------------------- | ------------ | ---------------- | -------- | ----- |
| Juegos Olímpicos de Ámsterdam 1928 | Países Bajos | Octavos de final | 1        | 0     |

## Clubes
| Club               | País                | Año       |
| ------------------ | ------------------- | --------- |
| SK Jugoslavija     | Reino de Yugoslavia | 1922-1929 |
| BASK Belgrado      | Reino de Yugoslavia | ¿-?       |
| Župa Aleksandrovac | Reino de Yugoslavia | ¿-?       |

## Palmarés

### Distinciones individuales
| Distinción                                             | Año  |
| ------------------------------------------------------ | ---- |
| Parte del Equipo de las Estrellas de la Copa del Mundo | 1930 |